# امامزاده طاهر مطهر

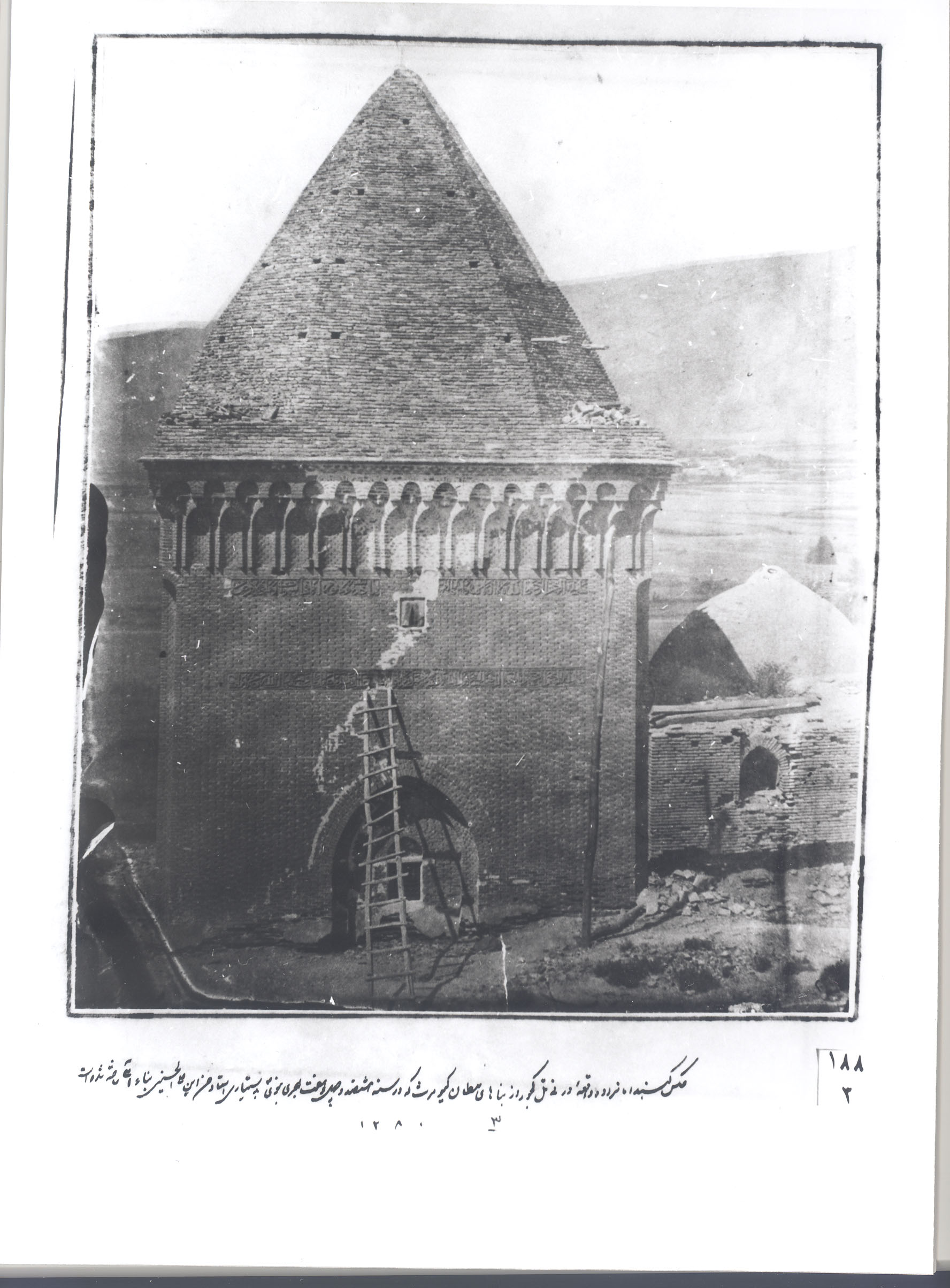
امامزاده در ۱۲۸۱ قمری

امامزاده طاهر مطهر آرامگاهی است در شهرستان نوشهر، روستای هزار خال کجور که در سدهٔ ۹ ه‍.ق بنا شده است. این اثر در تاریخ ۲۷ مرداد ۱۳۶۴ با شمارهٔ ثبت ۱۶۷۲ به‌عنوان یکی از آثار ملی ایران به ثبت رسیده است.
این بنای آرامگاهی واقع در روستای هزارخال بخش کجور در شهرستان نوشهر قرار دارد، بنایی است چهار ضلعی با کتیبه‌های آجری و تزئینات که در سال ۸۲۹ ه‍.ق به دست ملک کیومرث بن بیستون استندار ساخته شده‌است.
بنا به اظهار سید ظهیرالدین مرعشی در کتاب تاریخ طبرستان و رویان و مازندران ، چون ملک کیومرث وفات یافت، پسر ارشد وی ملک کاووس نعش پدر را برداشته و برای دفن به کجور می برد لکن ملک مظفر برادر کهتر (کوچک تر) عناد ورزیده در قلعه کجور را نگشاد و اجازه دفن پدر را در قلعه کجور نداد. لذا ملک کاووس پدر را بیرون قلعه غسل داد و به روستای هزارخال و در کنار امامزادگان طاهر و مطهر به خاک سپرد.